# Jack O'Callahan
Jack O'Callahan (né le 24 juillet 1957 à Charlestown au Massachusetts aux États-Unis) est un joueur professionnel américain de hockey sur glace qui évoluait au poste de défenseur.

## Biographie
Après deux saisons avec les Terriers de Boston du championnat NCAA de hockey sur glace masculin, Jack O'Callahan est repêché par les Black Hawks de Chicago au 96e rang du repêchage amateur de la LNH 1977. La même année, il est repêché par les Cowboys de Calgary au 68e rang du repêchage amateur de l'AMH. Il fait partie de l'équipe américaine ayant battu l'équipe d'URSS lors de la phase finale des Jeux olympiques de 1980 à Lake Placid, l'évènement étant surnommé le « Miracle sur glace ». Il fait ses débuts en tant que professionnel en 1980 avec les Hawks du Nouveau-Brunswick, club-école des Black Hawks dans la Ligue américaine de hockey. En 1982, il débute dans la LNH avec les Black Hawks en jouant 39 des 80 matchs de son équipe. Au total dans la LNH, il a joué sept saisons et 389 matchs en marquant 27 buts et 104 aides pour 131 points en plus d'accumuler 541 minutes de pénalité.

## Statistiques

### En club
| Saison     | Équipe                     | Ligue      |     | Saison régulière | Saison régulière | Saison régulière | Saison régulière | Saison régulière |   | Séries éliminatoires | Séries éliminatoires | Séries éliminatoires | Séries éliminatoires | Séries éliminatoires |
| Saison     | Équipe                     | Ligue      | PJ  | B                | A                | Pts              | Pun              | PJ               | B | A                    | Pts                  | Pun                  |                      |                      |
| 1975-1976  | Terriers de Boston         | NCAA       | 30  | 3                | 16               | 19               | 60               | -                | - | -                    | -                    | -                    |                      |                      |
| 1976-1977  | Terriers de Boston         | NCAA       | 31  | 1                | 23               | 24               | 90               | -                | - | -                    | -                    | -                    |                      |                      |
| 1977-1978  | Terriers de Boston         | NCAA       | 31  | 8                | 47               | 55               | 61               | -                | - | -                    | -                    | -                    |                      |                      |
| 1978-1979  | Terriers de Boston         | NCAA       | 29  | 6                | 16               | 22               | 72               | -                | - | -                    | -                    | -                    |                      |                      |
| 1980-1981  | Hawks du Nouveau-Brunswick | LAH        | 78  | 9                | 25               | 34               | 167              | 13               | 1 | 6                    | 7                    | 36                   |                      |                      |
| 1981-1982  | Hawks du Nouveau-Brunswick | LAH        | 79  | 15               | 33               | 48               | 130              | 15               | 2 | 6                    | 8                    | 24                   |                      |                      |
| 1982-1983  | Indians de Springfield     | LAH        | 35  | 2                | 24               | 26               | 25               | -                | - | -                    | -                    | -                    |                      |                      |
| 1982-1983  | Black Hawks de Chicago     | LNH        | 39  | 0                | 11               | 11               | 46               | 5                | 0 | 2                    | 2                    | 2                    |                      |                      |
| 1983-1984  | Black Hawks de Chicago     | LNH        | 70  | 4                | 13               | 17               | 67               | 2                | 0 | 0                    | 0                    | 2                    |                      |                      |
| 1984-1985  | Black Hawks de Chicago     | LNH        | 66  | 6                | 8                | 14               | 105              | 15               | 3 | 5                    | 8                    | 25                   |                      |                      |
| 1985-1986  | Black Hawks de Chicago     | LNH        | 80  | 4                | 19               | 23               | 116              | 3                | 0 | 1                    | 1                    | 4                    |                      |                      |
| 1986-1987  | Blackhawks de Chicago      | LNH        | 48  | 1                | 13               | 14               | 59               | 2                | 0 | 0                    | 0                    | 2                    |                      |                      |
| 1987-1988  | Devils du New Jersey       | LNH        | 50  | 7                | 19               | 26               | 97               | 5                | 1 | 3                    | 4                    | 6                    |                      |                      |
| 1988-1989  | Devils du New Jersey       | LNH        | 36  | 5                | 21               | 26               | 51               | -                | - | -                    | -                    | -                    |                      |                      |
| Totaux LNH | Totaux LNH                 | Totaux LNH | 389 | 27               | 104              | 131              | 541              | 32               | 4 | 11                   | 15                   | 41                   |                      |                      |

### En équipe nationale
| Saison | Compétition          |    | PJ | B | A | Pts | Pun            |  | Résultat |
| 1979   | Championnat du monde | 8  | 0  | 1 | 1 | 12  | Septième place |  |          |
| 1980   | Jeux olympiques      | 4  | 0  | 1 | 1 | 2   | Médaille d'or  |  |          |
| 1989   | Championnat du monde | 10 | 0  | 2 | 2 | 14  | Sixième place  |  |          |